# Dänische Juniorenmeisterschaft (Badminton)
Dänische Meisterschaften der Junioren werden im Badminton ununterbrochen seit der Saison 1932/1933 ausgespielt. Die Teilnehmer dürfen nicht älter als 18 Jahre sein (U18). Später wurde das Alter auf U19 angehoben. Auch während des Zweiten Weltkrieges fanden die Titelkämpfe statt. Während der ersten Meisterschaft wurde nur der Titelträger im Herreneinzel ermittelt, ein Jahr später kam das Dameneinzel dazu. Erst seit 1966/1967 werden auch die drei Doppeldisziplinen Herrendoppel, Damendoppel und Mixed gespielt.

## Die Titelträger U19 (U18)
| Saison     | Herreneinzel                            | Dameneinzel                           | Herrendoppel                                                             | Damendoppel                                                          | Mixed                                                                                   |
| ---------- | --------------------------------------- | ------------------------------------- | ------------------------------------------------------------------------ | -------------------------------------------------------------------- | --------------------------------------------------------------------------------------- |
| 1932/ 1933 | Gunnar Holm, Skovshoved IF              | nicht ausgetragen                     | nicht ausgetragen                                                        | nicht ausgetragen                                                    | nicht ausgetragen                                                                       |
| 1933/ 1934 | Poul Nielsen, Gentofte BK               | Bodil Rise, Gentofte BK               | nicht ausgetragen                                                        | nicht ausgetragen                                                    | nicht ausgetragen                                                                       |
| 1934/ 1935 | Erik Thomsen, Skovshoved IF             | Edith Hansen, Mørkøv BK               | nicht ausgetragen                                                        | nicht ausgetragen                                                    | nicht ausgetragen                                                                       |
| 1935/ 1936 | Carl Frøhlke, Skovshoved IF             | Edith Hansen, Mørkøv BK               | nicht ausgetragen                                                        | nicht ausgetragen                                                    | nicht ausgetragen                                                                       |
| 1936/ 1937 | Tage Madsen, Skovshoved IF              | Grete Melskens, Hillerød              | nicht ausgetragen                                                        | nicht ausgetragen                                                    | nicht ausgetragen                                                                       |
| 1937/ 1938 | Jesper Bie, København                   | Edith Rasmussen, Harndrup             | nicht ausgetragen                                                        | nicht ausgetragen                                                    | nicht ausgetragen                                                                       |
| 1938/ 1939 | Aage Henriksen, Skovshoved IF           | Lilly Svanberg, Odense BK             | nicht ausgetragen                                                        | nicht ausgetragen                                                    | nicht ausgetragen                                                                       |
| 1939/ 1940 | Knud Christensen, Sundby                | Inger Isaksen, Kolding                | nicht ausgetragen                                                        | nicht ausgetragen                                                    | nicht ausgetragen                                                                       |
| 1940/ 1941 | Arent Petersen, Amager BC               | Jytte Thayssen, Skovshoved IF         | nicht ausgetragen                                                        | nicht ausgetragen                                                    | nicht ausgetragen                                                                       |
| 1941/ 1942 | Kaj Lauge Hansen, Valby                 | Marie Ussing, Skovshoved IF           | nicht ausgetragen                                                        | nicht ausgetragen                                                    | nicht ausgetragen                                                                       |
| 1942/ 1943 | Werner Nielsen, Amager BC               | Aase Schiøtt Jacobsen, Gentofte BK    | nicht ausgetragen                                                        | nicht ausgetragen                                                    | nicht ausgetragen                                                                       |
| 1943/ 1944 | Werner Nielsen, Amager BC               | Aase Schiøtt Jacobsen, Gentofte BK    | nicht ausgetragen                                                        | nicht ausgetragen                                                    | nicht ausgetragen                                                                       |
| 1944/ 1945 | Ole Jensen, Gentofte BK                 | Kirsten Thorndahl, Amager BC          | nicht ausgetragen                                                        | nicht ausgetragen                                                    | nicht ausgetragen                                                                       |
| 1945/ 1946 | Mogens Felsby, Odense BK                | Kirsten Thorndahl, Amager BC          | nicht ausgetragen                                                        | nicht ausgetragen                                                    | nicht ausgetragen                                                                       |
| 1946/ 1947 | Mogens Felsby, Odense BK                | Aase Svendsen, Sundby                 | nicht ausgetragen                                                        | nicht ausgetragen                                                    | nicht ausgetragen                                                                       |
| 1947/ 1948 | Poul-Erik Nielsen, Nykøbing Falster     | Hanne Boysen, Odense BK               | nicht ausgetragen                                                        | nicht ausgetragen                                                    | nicht ausgetragen                                                                       |
| 1948/ 1949 | Jørgen Hammergaard Hansen, Sundby       | Karen Udsen, Nykøbing F.              | nicht ausgetragen                                                        | nicht ausgetragen                                                    | nicht ausgetragen                                                                       |
| 1949/ 1950 | Willy Meier, Nykøbing Falster           | Birthe Petersen, Odense BK            | nicht ausgetragen                                                        | nicht ausgetragen                                                    | nicht ausgetragen                                                                       |
| 1950/ 1951 | Leif Jensen, Odense BK                  | Birthe Petersen, Odense BK            | nicht ausgetragen                                                        | nicht ausgetragen                                                    | nicht ausgetragen                                                                       |
| 1951/ 1952 | Leif Jensen, Odense BK                  | Annelise Petersen, Gentofte BK        | nicht ausgetragen                                                        | nicht ausgetragen                                                    | nicht ausgetragen                                                                       |
| 1952/ 1953 | Finn Kobberø, Københavns BK             | Tonny Petersen, Charlottenlund        | nicht ausgetragen                                                        | nicht ausgetragen                                                    | nicht ausgetragen                                                                       |
| 1953/ 1954 | Finn Kobberø, Københavns BK             | Tonny Petersen, Charlottenlund        | nicht ausgetragen                                                        | nicht ausgetragen                                                    | nicht ausgetragen                                                                       |
| 1954/ 1955 | Erland Olsen, Københavns BK             | Hanne Roest, Odense BK                | nicht ausgetragen                                                        | nicht ausgetragen                                                    | nicht ausgetragen                                                                       |
| 1955/ 1956 | Henning Borch, Amager BC                | Annette Schmidt, Amager BC            | nicht ausgetragen                                                        | nicht ausgetragen                                                    | nicht ausgetragen                                                                       |
| 1956/ 1957 | Bendt Rose, Odense BK                   | Karin Rasmussen, Københavns BK        | nicht ausgetragen                                                        | nicht ausgetragen                                                    | nicht ausgetragen                                                                       |
| 1957/ 1958 | Bendt Rose, Odense BK                   | Karin Rasmussen, Københavns BK        | nicht ausgetragen                                                        | nicht ausgetragen                                                    | nicht ausgetragen                                                                       |
| 1958/ 1959 | Viggo Hasselsteen, Sorø                 | Birthe Nielsen, Nyborg                | nicht ausgetragen                                                        | nicht ausgetragen                                                    | nicht ausgetragen                                                                       |
| 1959/ 1960 | Hans Henrik Svendsen, Skovshoved IF     | Ulla Rasmussen, Københavns BK         | nicht ausgetragen                                                        | nicht ausgetragen                                                    | nicht ausgetragen                                                                       |
| 1960/ 1961 | Hans Henrik Svendsen, Skovshoved IF     | Ulla Rasmussen, Københavns BK         | nicht ausgetragen                                                        | nicht ausgetragen                                                    | nicht ausgetragen                                                                       |
| 1961/ 1962 | Jørgen Mortensen, Amager BC             | Ellen Carstensen, Nykøbing F.         | nicht ausgetragen                                                        | nicht ausgetragen                                                    | nicht ausgetragen                                                                       |
| 1962/ 1963 | Svend Andersen, Amager BC               | Lonny Funch, Københavns BK            | nicht ausgetragen                                                        | nicht ausgetragen                                                    | nicht ausgetragen                                                                       |
| 1963/ 1964 | Svend Andersen, Amager BC               | Pernille Mølgaard Hansen, Gentofte BK | nicht ausgetragen                                                        | nicht ausgetragen                                                    | nicht ausgetragen                                                                       |
| 1964/ 1965 | Ole Nielsen, Kastrup-Magleby BK         | Pernille Mølgaard Hansen, Gentofte BK | nicht ausgetragen                                                        | nicht ausgetragen                                                    | nicht ausgetragen                                                                       |
| 1965/ 1966 | Søren Sickmann Hansen, Vejle            | Marianne Svensson, Københavns BK      | nicht ausgetragen                                                        | nicht ausgetragen                                                    | nicht ausgetragen                                                                       |
| 1966/ 1967 | Niels Bruun, Hillerød                   | Jette Føge, Århus Badminton Klub      | Bjørn Aagaard, Charlottenlund Ole Kestler, Skovshoved IF                 | Bente Jeppesen, Østerbro BK Lone Sørensen, Gentofte BK               | Niels Bruun Jane W. Christensen, Hillerød                                               |
| 1967/ 1968 | Flemming Delfs, København               | Annie Bøg Jørgensen, abc Aalborg      | Allan Riisberg, Hvidovre BC Preben Boesen, Holte                         | Lotte Berend, Triton Aalborg Annie Bøg Jørgensen, abc Aalborg        | Flemming Delfs, København Birte Linneballe, Gentofte BK                                 |
| 1968/ 1969 | Flemming Delfs, København               | Annie Bøg Jørgensen, abc Aalborg      | Flemming Delfs, København Hans Røpke, Valby                              | Annie Bøg Jørgensen, abc Aalborg Grete Poulsen, Tønder               | Hans Røpke Anne Lise Saaby Jensen, Valby                                                |
| 1969/ 1970 | Flemming Delfs, København               | Anne Berglund, Østerbro BK            | Flemming Delfs, København Gert Hansen, Amager BC                         | Anne Berglund, Østerbro BK Lene Køppen, Valby                        | Flemming Delfs, København Anne Berglund, Østerbro BK                                    |
| 1970/ 1971 | Søren Christensen, Østerbro BK          | Lene Køppen, Valby                    | Anders Andersen Ulrik Bo Hansen, Odense BK                               | Anne Berglund, Østerbro BK Lene Køppen, Valby                        | Søren Christensen Anne Berglund, Østerbro BK                                            |
| 1971/ 1972 | Jesper Helledie, Hvidovre BC            | Lone Rasmussen, København             | Jesper Helledie, Hvidovre BC Jacob Dynnes Hansen, København              | Lone Rasmussen, København Susanne Mølgaard Hansen, Gentofte BK       | Hans Hjulmand, Søllerød-Nærum Birthe Rathsach, Hillerød                                 |
| 1972/ 1973 | Jesper Helledie, Hvidovre BC            | Mette Myhre, Hillerød                 | Jesper Helledie, Hvidovre BC Jacob Dynnes Hansen, København              | Mette Myhre, Hillerød Susanne Berg, Middelfart                       | Jesper Helledie, Hvidovre BC Susanne Erichsen, Gladsaxe-Søborg                          |
| 1973/ 1974 | Flemming Bie, København                 | Pia Nielsen, Køge                     | Peter Mørch, Charlottenlund Gert Petersen, København                     | Liselotte Gøttsche, Herning Lilli B. Pedersen, Viby BK               | Gert Petersen, København Susanne Johansen, Hvidovre BC                                  |
| 1974/ 1975 | Morten Frost, Nykøbing S.               | Inge Borgstrøm, Ringsted              | Kenn H. Nielsen Bo Elvers, Skovshoved IF                                 | Inge Borgstrøm, Ringsted Pia Nielsen, Køge                           | Bjørn Madsen, Brøndbyerne Pia Nielsen, Køge                                             |
| 1975/ 1976 | Morten Frost, Nykøbing S.               | Inge Borgstrøm, Ringsted              | Jan Hammergaard Hansen, Københavns BK Kenn H. Nielsen, Skovshoved IF     | Inge Borgstrøm, Ringsted Pia Nielsen, Køge                           | Bo Elvers, Skovshoved IF Jytte Larsen, Højbjerg BK                                      |
| 1976/ 1977 | Niels Hansen, Lillerød BK               | Agnethe Juul, Viby BK                 | Niels Christensen, Thisted Jesper Toftlund, Herning                      | Agnethe Juul, Viby BK Karen Kiil, Over Jerstal                       | Jesper Toftlund, Herning Karen Kiil, Over Jerstal                                       |
| 1977/ 1978 | Jens Peter Nierhoff, Kolding            | Kirsten Meier, Gentofte BK            | Jens Peter Nierhoff, Kolding Torben Christensen, Thisted                 | Bettina Kristensen, Københavns BK Charlotte Pilgaard, Højbjerg BK    | Torben Christensen, Thisted Charlotte Pilgaard, Højbjerg BK                             |
| 1978/ 1979 | Jens Peter Nierhoff, Triton Aalborg     | Kirsten Meier, Gentofte BK            | Jens Peter Nierhoff, Triton Aalborg Torben Christensen, Thisted          | Kirsten Larsen, Triton Aalborg Kirsten Meier, Gentofte BK            | Torben Christensen, Thisted Charlotte Pilgaard, Højbjerg BK                             |
| 1979/ 1980 | Ib Frederiksen, Resen                   | Rikke von Sørensen, Københavns BK     | Henrik Borgaard, Brande Jørgen Christensen, Triton Aalborg               | Kirsten Larsen, Triton Aalborg Lise Kissmeyer, Højbjerg BK           | Mogens Nielsen Lisbeth Lauridsen, Esbjerg                                               |
| 1980/ 1981 | Michael Kjeldsen, Gentofte BK           | Nettie Nielsen, Hvidovre BC           | Michael Kjeldsen, Gentofte BK Mark Christiansen, Triton Aalborg          | Annette Bernth, Hvidovre BC Lise Kissmeyer, Højbjerg BK              | Mark Christiansen, Triton Aalborg Dorte Kjær, Greve Strands BK                          |
| 1981/ 1982 | Nils Skeby, Esbjerg                     | Nettie Nielsen, Hvidovre BC           | Henrik Ejlersen Keld Søgaard Jensen, Viborg                              | Dorte Kjær, Greve Strands BK Nettie Nielsen, Hvidovre BC             | Mark Christiansen, Triton Aalborg Dorte Kjær, Greve Strands BK                          |
| 1982/ 1983 | Claus Thomsen, Esbjerg                  | Dorthe Lynge, Triton Aalborg          | Claus Thomsen, Esbjerg Karsten Schultz, Højbjerg BK                      | Gitte Paulsen, Triton Aalborg Gitte Søgaard Jensen, Højbjerg BK      | Claus Thomsen, Esbjerg Birgitte Hindse, Nr. Broby                                       |
| 1983/ 1984 | Poul-Erik Høyer Larsen, Helsinge        | Lene Sørensen, Triton Aalborg         | Poul-Erik Høyer Larsen, Helsinge Henrik Jessen, Lyngby BK                | Lotte Olsen Jeanette Jensen, Greve Strands BK                        | Anders Nielsen, Greve Strands BK Gitte Paulsen, Triton Aalborg                          |
| 1984/ 1985 | Lars Pedersen, Greve Strands BK         | Lene Sørensen, Triton Aalborg         | Jan Paulsen, Triton Aalborg Lars Pedersen, Greve Strands BK              | Lotte Olsen, Greve Strands BK Lene Sørensen, Triton Aalborg          | Jan Paulsen Tina Nielsen, Triton Aalborg                                                |
| 1985/ 1986 | Lars Pedersen, Greve Strands BK         | Pernille Nedergaard, Gentofte BK      | Lars Pedersen Henrik Futtrup, Greve Strands BK                           | Anna Marie Laursen, Randers Trine Sørensen, Triton Aalborg           | Lars Pedersen, Greve Strands BK Anne Mette Bille, Nykøbing F.                           |
| 1986/ 1987 | Michael Søgaard, Herning                | Helle Andersen, Lillerød BK           | Thomas Olsen, Hillerød Frederik Lindquist, Slagelse                      | Charlotte Madsen Helle Andersen, Lillerød BK                         | Jens Meibom Charlotte Madsen, Lillerød BK                                               |
| 1987/ 1988 | Thomas Madsen, Kastrup-Magleby BK       | Maiken Mørk, Horsens                  | Johnny Sørensen Thomas Madsen, Kastrup-Magleby BK                        | Marlene Thomsen Trine Johansson, Nr. Broby                           | Frederik Lindquist, Slagelse Siv Hemmingsen, Greve Strands BK                           |
| 1988/ 1989 | Thomas Stuer-Lauridsen, Gentofte BK     | Marlene Thomsen, Nr. Broby            | Thomas Stuer-Lauridsen, Gentofte BK Christian Jakobsen, Horsens          | Marlene Thomsen Trine Johansson, Nr. Broby                           | Christian Jakobsen, Horsens Marlene Thomsen, Nr. Broby                                  |
| 1989/ 1990 | Henrik Astrøm, Holbæk                   | Anne Søndergaard, Triton Aalborg      | Peter Christensen, Højbjerg BK Jimmy Mørch Sørensen, Hvidovre BC         | Marianne Rasmussen, abc Aalborg Tina Lindhardt, Kastrup-Magleby BK   | Peter Christensen Birgitte Bohnsen, Højbjerg BK                                         |
| 1990/ 1991 | Martin Lundgaard Hansen, Lillerød BK    | Anne Søndergaard, Triton Aalborg      | Peter Christensen, Højbjerg BK Martin Lundgaard Hansen, Lillerød BK      | Lotte Thomsen, Køge Heidi Dössing, Lillerød BK                       | Peter Christensen, Højbjerg BK Rikke Broen, abc Aalborg                                 |
| 1991/ 1992 | Peter Rasmussen, Gentofte BK            | Rikke Olsen, Greve Strands BK         | Jim Laugesen, Gentofte BK Janek Roos, Ringsted                           | Mette Sørensen Ingrid Pedersen, Triton Aalborg                       | Thomas Damgaard, Herning Trine Pedersen, Nr. Broby                                      |
| 1992/ 1993 | Jim Laugesen, Gentofte BK               | Mette Sørensen, Triton Aalborg        | Jim Laugesen, Gentofte BK Janek Roos, Ringsted                           | Rikke Olsen, Greve Strands BK Mette Sørensen, Triton Aalborg         | Thomas Stavngaard Sara Runesten, Lillerød BK                                            |
| 1993/ 1994 | Peter Gade, Højbjerg BK                 | Majken Vange, Højbjerg BK             | Lars Paaske, Ølstykke Jesper Mikla, Nykøbing F.                          | Majken Vange, Højbjerg BK Gitte Jansson, Ledøje-Smørum               | Lars Paaske, Ølstykke Gitte Jansson, Ledøje-Smørup                                      |
| 1994/ 1995 | Peter Gade, Højbjerg BK                 | Pernille Harder, Højbjerg BK          | Peter Gade, Højbjerg BK Peder Nissen, Herning                            | Sarah Jønsson, Greve Strands BK Mette Schjoldager, Ringsted          | Peder Nissen Mette Hansen, Herning                                                      |
| 1995/ 1996 | Henrik K. Hansen, Horsens               | Pernille Harder, Højbjerg BK          | Jonas Rasmussen, Aarhus Ove Svejstrup, Randers                           | Pernille Harder, Højbjerg BK Christina Sørensen, Horsens             | Michael Lamp Pernille Danielsson, Lillerød BK                                           |
| 1996/ 1997 | Henrik K. Hansen, Horsens               | Tine Rasmussen, Lillerød BK           | Kasper Ødum, Randers Frederik Køhler, Lyngby BK                          | Jane F. Bramsen Lene Mørk, Horsens                                   | Ove Svejstrup, Randers Britta Andersen, Viby BK J.                                      |
| 1997/ 1998 | Kasper Ødum, Randers                    | Jane Jacoby, Aarhus                   | Kasper Ødum Kristian Langbak, Randers                                    | Lene Mørk, Horsens Britta Andersen, Viby BK J.                       | Kristian Langbak, Randers Britta Andersen, Viby BK J.                                   |
| 1998/ 1999 | Thomas Råhlin, AB Århus                 | Tine Høy, Viby BK J.                  | Mathias Boe, Odense BK Kasper Kiim Jensen, Greve Strands BK              | Helle Nielsen, Greve Strands BK Karina Sørensen, Hvidovre BC         | Mathias Boe, Odense BK Karina Sørensen, Hvidovre BC                                     |
| 1999/ 2000 | Michael Christensen, Kastrup-Magleby BK | Tine Høy, Viby BK J.                  | Morten Hansen Kasper Kiim Jensen, Greve Strands BK                       | Tine Høy, Viby BK J. Line Rømer, Herning                             | Jonas Glyager Jensen, Skovshoved IF Stine Borgstrøm, Greve Strands BK                   |
| 2000/ 2001 | Jens-Kristian Leth, Greve Strands BK    | Amalie Dynnes Ørsted, København       | Rasmus Andersen Carsten Mogensen, Greve Strands BK                       | Mie Nielsen, Nr. Broby Amalie Dynnes Ørsted, København               | Rasmus Andersen, Greve Strands BK Mette Nielsen, Lillerød BK                            |
| 2001/ 2002 | Michael Christensen, Aarhus             | Mie Schjøtt-Kristensen, Nr. Broby     | Rasmus Andersen Carsten Mogensen, Greve Strands BK                       | Kamilla Rytter Juhl, Triton Aalborg Lena Frier Kristiansen, Randers  | Carsten Mogensen, Greve Strands BK Kamilla Rytter Juhl, Randers                         |
| 2002/ 2003 | Rune Ulsing, Hvidovre BC                | Lykke Møller, Lindholm BK             | Søren Frandsen, Lindholm BK Mads Hallas, Værløse BK                      | Mie Schjøtt-Kristensen, Greve Strands BK Camilla Sørensen, Aarhus    | Jacob Chemnitz Line Reimers, Lillerød BK                                                |
| 2003/ 2004 | Martin Bille Larsen, Herlev-Hjorten     | Camilla Sørensen, AB Århus            | Christopher Bruun Jensen Morten Kronborg, Gentofte BK                    | Louise Rasmussen Pernille Levinsky, Greve Strands BK                 | Rasmus Bonde Christinna Pedersen, GUG                                                   |
| 2005/ 2006 | Jan Ø. Jørgensen, Triton Aalborg        | Marie Røpke, Gentofte BK              | Mads Pieler Kolding, Holbæk Mads Conrad-Petersen, Erritsø GIF            | Marie Røpke, Gentofte BK Line Damkjær Kruse, Viby BK J.              | Mads Pieler Kolding, Holbæk Line Damkjær Kruse, Viby BK J.                              |
| 2006/ 2007 | Mads Conrad-Petersen, Højbjerg BK       | Karina Jørgensen, Lillerød BK         | Mads Pieler Kolding, Holbæk Mads Conrad-Petersen, Højbjerg BK            | Joan Christiansen, Solrød Strand BK Line Damkjær Kruse, Viby BK J    | Mikkel Elbjørn, Kastrup-Magleby BK Maja Bech, Højbjerg BK                               |
| 2007/ 2008 | Anders Skaarup Rasmussen, Højbjerg BK   | Camilla Overgaard, Ikast FS           | Mikkel Elbjørn, Kastrup-Magleby BK Anders Skaarup Rasmussen, Højbjerg BK | Maria Helsbøl Anne Skelbæk, Værløse BK                               | Maria Helsbøl, Værløse BK Mikkel Elbjørn, Kastrup-Magleby BK                            |
| 2008/ 2009 | Emil Holst, Solrød Strand BK            | Lene Clausen, Erritsø GIF             | Mads Pedersen Emil Holst, Solrød Strand BK                               | Anne Skelbæk, Værløse BK Anne Hald, Aarhus AB                        | Mads Pedersen, Solrød Strand BK Anne Skelbæk, Værløse BK                                |
| 2009/ 2010 | Morten Brødbæk, Højbjerg BK             | Mette Poulsen, Skælskør               | Jakob Staael, Højbjerg BK Morten Skrøder Bødskov, Højbjerg BK            | Sandra-Maria Jensen, Solrød Strand BK Line Kjærsfeldt, Aarhus AB     | Jakob Staael, Højbjerg BK Sara Thygesen, Erritsø GIF                                    |
| 2010/ 2011 | Viktor Axelsen, Odense BK               | Lene Clausen, Erritsø GIF             | Nikolaj Overgaard, Højbjerg BK Mikkel Mikkelsen, Værløse BK              | Sandra-Maria Jensen, Solrød Strand BK Line Kjærsfeldt, Aarhus AB     | Frederik Colberg, Gentofte BK Mette Poulsen, Skælskør                                   |
| 2011/ 2012 | Kim Bruun, Kjøbenhavns Boldklub         | Line Kjærsfeldt, Aarhus AB            | Frederik Colberg, Gentofte BK Kasper Antonsen, Aarhus AB                 | Sandra-Maria Jensen, Solrød Strand BK Line Kjærsfeldt, Aarhus AB     | Frederik Colberg, Gentofte BK Mette Poulsen, Skælskør                                   |
| 2012/ 2013 | Mathias Mundbjerg, Aarhus AB            | Line Kjærsfeldt, Aarhus AB            | David Daugaard, Gentofte BK Mathias Christiansen, ASG TIF Badminton      | Rikke S. Hansen, Greve Julie Finne-Ipsen, Værløse BK                 | Amanda Madsen, Solrød Strand BK Kasper Antonsen, Aarhus AB                              |
| 2013/ 2014 | Victor Svendsen, Ikast FS               | Sofie Holmboe Dahl, Gentofte BK       | Mads Sørensen, Lillerød BK Frederik Søgaard, Odense BK                   | Isabella Nielsen, Greve Maiken Fruergaard, Odense BK                 | Rikke S. Hansen, Greve Alexander Bond, KMB 2010                                         |
| 2014/ 2015 | Anders Antonsen, Aarhus AB              | Mia Blichfeldt, Solrød Strand BK      | Alexander Bond, Solrød Strand BK Joel Eipe, Gentofte BK                  | Mia Blichfeldt, Solrød Strand BK Sofie Holmboe Dahl, Gentofte BK     | Ditte Søby Hansen, Greve Alexander Bond, Solrød Strand BK                               |
| 2015/ 2016 | Ditlev Jæger Holm, Solrød Strand BK     | Julie Dawall Jakobsen, Værløse BK     | Jeppe Bay, Solrød Strand BK Rasmus Kjær, Gentofte BK                     | Line Fleischer Nielsen, Solrød Strand BK Claudia Paredes, Skovshoved | Ditte Søby Hansen, Greve Joel Eipe, Gentofte BK                                         |
| 2016/ 2017 | Søren Hald, Odense BK                   | Julie Dawall Jakobsen, Værløse BK     | Emil Hybel Kristensen, Odense BK Rasmus Kæseler, Ikast FS                | Alexandra Bøje, Højbjerg BK Alberte Spure Nielsen, Aarhus AB         | Alexandra Bøje, Højbjerg BK Emil Hybel Kristensen, Odense BK                            |
| 2017/ 2018 | Philip Illum Klindt, Ikast FS           | Line Christophersen, Gentofte BK      | Karl Thor Søndergaard, Gentofte BK Daniel Lundgaard, Værløse BK          | Amalie Magelund, Greve Freja Ravn Nielsen, KMB 2010                  | Jesper Toft, Højbjerg BK Alexandra Bøje, Højbjerg BK                                    |
| 2018/ 2019 | Jonas Jæger, Lillerød BK                | Line Christophersen, Gentofte BK      | Mads Muurholm, Højbjerg BK Daniel Lundgaard, Værløse BK                  | Amalie Magelund, Greve Freja Ravn, Solrød Strand BK                  | Mads Muurholm, Højbjerg BK Malene Kæseler, Ikast FS                                     |
| 2019/ 2020 | Magnus Johannesen, Triton Aalborg       | Amalie Schulz, Højbjerg BK            | Rasmus Prasz Espersen Marcus Rindshøj, Solrød Strand BK                  | Clara Graversen Natasja P. Anthonisen, Højbjerg BK                   | Mads Vestergaard Natasja P. Anthonisen, Højbjerg BK                                     |
| 2020/ 2021 | Victor Ørding Kauffmann, Gentofte BK    | Simona Pilgaard, Odense BK            | William Kryger Boe, Odense BK Mads Vestergaard, Højbjerg BK              | Simona Pilgaard, Odense BK Anna Siess Ryberg, Hvidovre BC            | Mads Vestergaard, Højbjerg BK Clara Løber, Højbjerg BK                                  |
| 2021/ 2022 | Christian Faust Kjær, Viby J            | Anna Siess Ryberg, Hvidovre BC        | Christian Faust Kjær, Viby J William Kryger Boe, Odense BK               | Clara Løber, Højbjerg BK Mette Werge, Hvidovre BC                    | Jonas Kudsk, Greve Strands BK Anne Madsen, Greve Strands BK                             |
| 2022/ 2023 | Christian Faust Kjær, Odense BK         | Lærke Thomsen, Triton Aalborg         | Christian Faust Kjær, Odense BK Jakob Houe Andersen, Højbjerg BK         | Lærke Thomsen, Triton Aalborg Sofie Røjkjær, Triton Aalborg          | Christian Faust Kjær, Odense BK Lærke Thomsen, Triton Aalborg                           |
| 2023/ 2024 | William Bøgebjerg, Greve Strands BK     | Kajsa van Dalm, Triton Aalborg        | Jonathan Melgaard, Solrød Strand BK Otto Reiler, Gentofte BK             | Naja Abildgaard, Solrød Strand BK Anna-Sofie Nielsen, Lillerød BK    | Calvin Lundsgaard Kvolbæk, Greve Strands BK Anna Klausholm, Langhøj KFUM Idrætsforening |

## Die Titelträger U17
| Saison     | Herreneinzel                            | Dameneinzel                           | Herrendoppel                                                              | Damendoppel                                                          | Mixed                                                                 |
| ---------- | --------------------------------------- | ------------------------------------- | ------------------------------------------------------------------------- | -------------------------------------------------------------------- | --------------------------------------------------------------------- |
| 1941/ 1942 | John Sølvtorp, KFB København            | Birgit Rostgaard Frøhne, Gentofte BK  |                                                                           |                                                                      |                                                                       |
| 1942/ 1943 | Uffe Håkonsson, Amager BC               | Kirsten Thorndahl, Amager BC          |                                                                           |                                                                      |                                                                       |
| 1943/ 1944 | Ole Jensen, Gentofte BK                 | Kirsten Thorndahl, Amager BC          |                                                                           |                                                                      |                                                                       |
| 1944/ 1945 | Mogens Felsby, Odense BK                | Aase Svendsen, Sundby                 |                                                                           |                                                                      |                                                                       |
| 1945/ 1946 | Jørgen Hammergaard Hansen, Sundby       | Hanne Boysen, Odense BK               |                                                                           |                                                                      |                                                                       |
| 1946/ 1947 | Uffe Holm, Nykøbing S.                  | Inge Allan Hansen, Nykøbing F.        |                                                                           |                                                                      |                                                                       |
| 1947/ 1948 | Willy Meier, Nykøbing F.                | Anni Jørgensen, Sundby                |                                                                           |                                                                      |                                                                       |
| 1948/ 1949 | Leif Jensen, Odense BK                  | Birthe Petersen, Odense BK            |                                                                           |                                                                      |                                                                       |
| 1949/ 1950 | Jesper Sandvad, Skovshoved IF           | Inge Hasselsteen, Sorø                |                                                                           |                                                                      |                                                                       |
| 1950/ 1951 | Finn Kobberø, Københavns BK             | Hanne Jensen, Ryparken                |                                                                           |                                                                      |                                                                       |
| 1951/ 1952 | Finn Kobberø, Københavns BK             | Hanne Jensen, Ryparken                |                                                                           |                                                                      |                                                                       |
| 1952/ 1953 | Erland Olsen, Københavns BK             | Vibeke Michäelis, Skovshoved IF       |                                                                           |                                                                      |                                                                       |
| 1953/ 1954 | Ole Rasmussen, Skovshoved IF            | Esther Ahlers Jensen, Aarhus          |                                                                           |                                                                      |                                                                       |
| 1954/ 1955 | Bendt Rose, Assens BK                   | Karin Rasmussen, Københavns BK        |                                                                           |                                                                      |                                                                       |
| 1955/ 1956 | Bendt Rose, Assens BK                   | Birgit Belter, Aarhus                 |                                                                           |                                                                      |                                                                       |
| 1956/ 1957 | Niels Ove Rasmussen, Odense BK          | Birthe Nielsen, Odense BK             |                                                                           |                                                                      |                                                                       |
| 1957/ 1958 | Hans Henrik Svendsen, Skovshoved IF     | Lotte Nielsen, Odense BK              |                                                                           |                                                                      |                                                                       |
| 1958/ 1959 | Hans Henrik Svendsen, Skovshoved IF     | Anne Flindt, Københavns BK            |                                                                           |                                                                      |                                                                       |
| 1959/ 1960 | Jørgen Mortensen, Amager BC             | Lonny Funch, Københavns BK            |                                                                           |                                                                      |                                                                       |
| 1960/ 1961 | Svend Pri, Amager BC                    | Ellen Carstensen, Nykøbing F.         |                                                                           |                                                                      |                                                                       |
| 1961/ 1962 | Svend Pri, Amager BC                    | Pernille Mølgaard Hansen, Gentofte BK |                                                                           |                                                                      |                                                                       |
| 1962/ 1963 | Ole Nielsen, Kastrup-Magleby BK         | Marianne Svensson, København          |                                                                           |                                                                      |                                                                       |
| 1963/ 1964 | Flemming Juul Nielsen, Gentofte BK      | Karen Sonne, KBT København            |                                                                           |                                                                      |                                                                       |
| 1964/ 1965 | Niels Bruun, Hillerød                   | Jette Føge, Aarhus                    |                                                                           |                                                                      |                                                                       |
| 1965/ 1966 | Allan Riisberg, Hvidovre BC             | Lene Christensen, Lillerød            |                                                                           |                                                                      |                                                                       |
| 1966/ 1967 | Flemming Delfs, København               | Annie Bøg Jørgensen, abc Aalborg      | Steen Skovgaard Preben Boesen, Holte                                      | Kiss Andreasen Annie Bøg Jørgensen, abc Aalborg                      | Preben Boesen, Holte Bente Pedersen, Nykøbing S                       |
| 1967/ 1968 | Claus Petersen, Kastrup-Magleby BK      | Anne Berglund, Østerbro BK            | Harald Eriksen, København Claus Petersen, Kastrup-Magleby BK              | Lene Køppen, Valby Lis Rathsach, Hillerød                            | Harald Eriksen, København Anne Berglund, Østerbro BK                  |
| 1968/ 1969 | Viggo Christiansen, Lyngby BK           | Anne Berglund, Østerbro BK            | Anders Andersen Ulrik Bo Hansen, Odense BK                                | Anne Berglund, Østerbro BK Lene Køppen, Valby                        | Søren Christensen, Kastrup-Magleby BK Anne Berglund, Østerbro BK      |
| 1969/ 1970 | Jesper Helledie, Hvidovre BC            | Susanne Mølgaard Hansen, Gentofte BK  | Jacob Dynnes Hansen, København Jesper Helledie, Hvidovre BC               | Susanne Mølgaard Hansen, Gentofte BK Lone Rasmussen, København       | Jacob Dynnes Hansen Lone Rasmussen, København                         |
| 1970/ 1971 | Jesper Helledie, Hvidovre BC            | Mette Myhre, Hillerød                 | Jacob Dynnes Hansen, København Jesper Helledie, Hvidovre BC               | Susanne Johansen Jette Moberg, Hvidovre BC                           | Jesper Helledie, Hvidovre BC Pia Christensen, København               |
| 1971/ 1972 | Finn Baden-Jensen, Skovbakken           | Marianne Christensen, Hvidovre BC     | Hans Olaf Birkholm Jesper Rye Larsen, Hillerød                            | Marianne Christensen Jette Moberg, Hvidovre BC                       | Gert Petersen Susanne Johansen, København                             |
| 1972/ 1973 | Bjørn Madsen, Brøndbyerne               | Inge Borgstrøm, Kalundborg            | Robert Lund, Søllerød-Nærum Per Kjeldsen, Amager BC                       | Liselotte Gøttsche, Herning Lilli B. Pedersen, Viby BK               | Bjørn Madsen, Brøndbyerne Pia Nielsen, Køge                           |
| 1973/ 1974 | Morten Frost, Nykøbing S.               | Inge Borgstrøm, Ringsted              | Bo Elvers Kenn H. Nielsen, Skovshoved IF                                  | Inge Borgstrøm, Ringsted Jytte Larsen, Horsens                       | Morten Frost, Nykøbing S Inge Borgstrøm, Ringsted                     |
| 1974/ 1975 | Jesper Toftlund, Herning                | Pernille Skjødt, Værløse BK           | Niels Hansen, Lillerød Henrik Lynge, Søllerød-Nærum                       | Karen Kiil, Over Jerstal Bente Terkelsen, Esbjerg                    | Jesper Toftlund, Herning Karen Kiil, Over Jerstal                     |
| 1975/ 1976 | Henrik Jensen, Gentofte BK              | Kirsten Meier, Søllerød-Nærum         | Torben Christensen, Thisted Jens Peter Nierhoff, Kolding                  | Bettina Kristensen, København Kirsten Meier, Søllerød-Nærum          | Torben Christensen, Thisted Charlotte Pilgaard, Viby BK               |
| 1976/ 1977 | Ole Lausten, Lillerød                   | Hanne Nielsen, Skagen                 | Torben Christensen, Thisted Jens Peter Nierhoff, Kolding                  | Charlotte Pilgaard, Valby Kirsten Meier, Søllerød-Nærum              | Torben Christensen, Thisted Charlotte Pilgaard, Viby BK               |
| 1977/ 1978 | Michael Kjeldsen, Skovlunde             | Rikke von Sørensen, Albertslund       | Michael Larsen, Værløse BK Kim Levin, København                           | Lisbeth Lauritsen Lone Bahl, Esbjerg                                 | Allan Wallys, Ølstykke Gitte Kronborg, Odense BK                      |
| 1978/ 1979 | Kim Brodersen, Odense BK                | Nettie Nielsen, Sorø                  | Jørgen Christensen, Thisted Henrik Borggaard, Brande                      | Lise Kissmeyer Jane Pedersen, Højbjerg BK                            | Ole Svendsen, Hundested Annette Bernth, Skovlunde                     |
| 1979/ 1980 | Mark Christiansen, Triton Aalborg       | Lotte Hartvich, Gentofte BK           | Mark Christiansen, Triton Aalborg Ulrik Jensen, Odense BK                 | Lotte Hartvich Helle Hartvich, Gentofte BK                           | Mark Christiansen, Triton Aalborg Dorte Kjær, Greve Strands BK        |
| 1980/ 1981 | Claus Thomsen, Esbjerg                  | Lotte Hartvich, Gentofte BK           | Henrik Ejlersen Keld S. Jensen, Viborg                                    | Lotte Hartvich Helle Hartvich, Gentofte BK                           | Claus Thomsen, Esbjerg Birgitte Hindse, Nr. Broby                     |
| 1981/ 1982 | Poul-Erik Høyer Larsen, Helsinge        | Jeanette Jensen, Jægerspris           | Anders Nielsen Henrik Lunde, Greve Strands BK                             | Gitte Paulsen, Triton Aalborg Gitte Søgaard Jensen, Viborg           | Anders Nielsen, Greve Strands BK Jeanette Jensen, Jægerspris          |
| 1982/ 1983 | Peter Knudsen, Gentofte BK              | Lene Sørensen, Triton Aalborg         | Max Gandrup Johnny Børlum, Herning                                        | Charlotte Jacobsen, Horsens Marian Christiansen, Triton Aalborg      | Jan Paulsen Marian Christiansen, Triton Aalborg                       |
| 1983/ 1984 | Lars Pedersen, Nykøbing F.              | Lisbet Stuer-Lauridsen, Lillerød      | Lars Pedersen, Nykøbing F. Kim Juul, Greve Strands BK                     | Lisbet Stuer-Lauridsen Charlotte Madsen, Lillerød                    | Lars Pedersen Anne Mette Bille, Nykøbing F.                           |
| 1984/ 1985 | Thomas Madsen, Valby                    | Trine Sørensen, Vrå                   | Peter R. Jensen, Skagen Michael Søgaard, Herning                          | Charlotte Madsen Helle Andersen, Lillerød                            | Thomas Madsen, Valby Tina Antonsen, Fredershavn                       |
| 1985/ 1986 | Johnny Sørensen, Kastrup-Magleby BK     | Christina Bostofte, Skovshoved IF     | Thomas Olsen, Hillerød Frederik Lindquist, Gørlev                         | Christina Bostofte, Skovshoved IF Tina Antonsen, Frederikshavn       | Frederik Lindquist, Gørlev Siv Hemmingsen, Greve Strands BK           |
| 1986/ 1987 | Thomas Stuer-Lauridsen, Gentofte BK     | Marlene Thomsen, Nr. Broby            | Thomas Stuer-Lauridsen, Gentofte BK Christian Jakobsen, Horsens           | Marlene Thomsen Trine Johansson, Nr. Broby                           | Christian Jakobsen, Horsens Marlene Thomsen, Nr. Broby                |
| 1987/ 1988 | Jimmy Mørch-Sørensen, Hvidovre BC       | Anne Søndergaard, Vrå                 | Morten Bundgaard, abc Aalborg Thomas Moestrup, Karlslunde                 | Lotte Thomsen, Køge Janne Vang Nielsen, Værløse BK                   | Thomas Moestrup, Karlslunde Lotte Finderup, Ølstykke                  |
| 1988/ 1989 | Jimmy Mørch-Sørensen, Hvidovre BC       | Camilla Martin, Højbjerg BK           | Martin Lundgaard Hansen, Lillerød Karsten Havndrup, Ringsted              | Camilla Martin, Højbjerg BK Rikke Broen, Hjørring                    | Jan Guldbæk Camilla Martin, Højbjerg BK                               |
| 1989/ 1990 | Jim Laugesen, Grantoften                | Mette Pedersen, Nr. Broby             | Janek Roos, Ringsted Jim Laugesen, Grantoften                             | Maria Nielsen Stinna Larsen, Nr. Broby                               | Torben Jensen Mette Pedersen, Nr. Broby                               |
| 1990/ 1991 | Jim Laugesen, Gentofte BK               | Rikke Olsen, Karlslunde               | Janek Roos, Ringsted Jim Laugesen, Gentofte BK                            | Rikke Olsen, Karlslunde Helle Bo Nielsen, Greve Strands BK           | Janek Roos, Ringsted Rikke Olsen, Karlslunde                          |
| 1991/ 1992 | Anders Boesen, Søllerød                 | Michelle Rasmussen, Lillerød          | John Fisker, Højbjerg BK Jesper Mikla, Stubbekøbing                       | Majken Vange, Højbjerg BK Gitte Jansson Ledøje                       | Steen T. Poulsen, Horsens Majken Vange, Højbjerg BK                   |
| 1992/ 1993 | Peter Gade, Højbjerg BK                 | Mette Jensen, Randers                 | Peter Gade, Højbjerg BK Peder Nissen, Herning                             | Mette Hansen, Herning Mette Jensen, Randers                          | Peder Nissen Mette Hansen, Herning                                    |
| 1993/ 1994 | Morten Grove, Værløse BK                | Christina B. Sørensen, Horsens        | Anders Hedegaard, Herning Jonas Rasmussen, Aarhus                         | Jane Jacoby, Aarhus Jane F. Bramsen, Horsens                         | Jonas Rasmussen, Aarhus Pernille Harder, Højbjerg BK                  |
| 1994/ 1995 | Kasper Ødum, Randers                    | Tine Rasmussen, Lillerød              | Kasper Ødum Ove Svejstrup, Randers                                        | Tine Rasmussen Line Larsen, Lillerød                                 | Kasper Ødum, Randers Lone T. Knudsen, Hjørring                        |
| 1995/ 1996 | Jonas Lyduch, Greve Strands BK          | Britta Andersen, Viby BK J            | Peter Steffensen, Herning Jesper Woldenhof, Viby BK J                     | Britta Andersen Lene Mørk, Viby BK J                                 | Peter Steffensen, Herning Britta Andersen, Viby BK J                  |
| 1996/ 1997 | Jonas Lyduch, Greve Strands BK          | Tine Høy, Viby BK J.                  | Morten Hansen Kasper Kiim Jensen, Greve Strands BK                        | Helle Nielsen, Greve Strands BK Tine Høy, Viby BK J.                 | Mathias Boe, Odense BK Karina Sørensen, Hvidovre BC                   |
| 1997/ 1998 | Jacob Grandahl, Skovshoved IF           | Amalie Dynnes Ørsted, København       | Jonas Glyager Jensen Jacob Grandahl, Skovshoved IF                        | Helle Nielsen, Greve Strands BK Tine Høy, Viby BK J.                 | Jonas Glyager Jensen, Skovshoved IF Stine Borgstrøm, Nykøbing Falster |
| 1998/ 1999 | Henrik Pæremand, Værløse BK             | Amalie Dynnes Ørsted, København       | Rasmus Andersen Carsten Mogensen, Greve Strands BK                        | Mette Nielsen, Ølstykke Marie Nørgaard, Værløse BK                   | Henrik Peremand Marie Nørgaard, Værløse BK                            |
| 1999/ 2000 | Rune Ulsing, Hvidovre BC                | Mie Schjøtt-Kristensen, Nr. Broby     | Rasmus Andersen Carsten Mogensen, Greve Strands BK                        | Lena Frier Kristiansen, Randers Nethe F. Bramsen, Horsens            | Rasmus Andersen, Greve Strands BK Lena Frier Kristiansen, Randers     |
| 2000/ 2001 | Rune Ulsing, Hvidovre BC                | Camilla Sørensen, Skagen              | Søren Frandsen Kasper Sørensen, Lindholm BK                               | Nanna Brosolat Jensen, Lindholm BK Mie Schjøtt-Kristensen, Nr. Broby | Søren Frandsen, Lindholm BK Marie Lund Svendsen, Skovshoved IF        |
| 2001/ 2002 | Mikkel Delbo Larsen, SB50 Ishøj         | Camilla Sørensen, Skagen              | Martin B. Larsen, Herlev-Hjorten Mikkel Delbo Larsen, SB50 Ishøj          | Carina Kristensen Camilla Sørensen, Skagen                           | Morten Nygaard, Skive-Resen Mille Pjedsted, Fredershavn               |
| 2002/ 2003 | Hans-Kristian Vittinghus, Solrød Strand | Mia Nielsen, Erritsø                  | Kristoffer Stampe, Charlottenlund Hans-Kristian Vittinghus, Solrød Strand | Mette Bisgaard, Nr. Broby Christinna Pedersen, GUG                   | Rasmus Bonde, Aarhus Christinna Pedersen, GUG                         |
| 2003/ 2004 | Emil Vind, Odense BK                    | Marie Røpke, Gentofte BK              | Mads Pieler Kolding, Holbæk Mads Conrad-Petersen, Erritsø                 | Marie Røpke, Gentofte BK Mia Nielsen, Erritsø                        | Line Damkjær Kruse, Viby BK J Mads Pieler Kolding, Holbæk             |
| 2005/ 2006 | Dennis Prehn, Værløse BK                | Kamilla Hermansen, Esbjerg ESG        | Morten Estrup Dennis Prehn, Værløse BK                                    | Christina Mogensen, Solrød Strand Anne Skelbæk, Værløse BK           | Mikkel Elbjørn, Kastrup-Magleby BK Lærke Folsted, Vendsyssel BK       |
| 2006/ 2007 | Emil Holst, Solrød Strand               | Anne Hald, Erritsø                    | Mads Pedersen, Solrød Strand Mark Kruse, Knudsker                         | Anne Skelbæk, Værløse BK Christina Mogensen, Kastrup-Magleby BK      | Mads Pedersen, Solrød Strand Christina Mogensen, Kastrup-Magleby BK   |
| 2007/ 2008 | Emil Holst, Solrød Strand               | Lene Clausen, Erritsø                 | Jacob Staael Morten Bødskov, Højbjerg BK                                  | Lena Grebak Louise Seiersen, Solrød Strand                           | Niclas Nøhr, Næstved Lena Grebak, Solrød Strand                       |
| 2008/ 2009 | Kim Bruun, Københavns BK                | Lene Clausen, Erritsø                 | Nikolaj Overgaard, Højbjerg BK Mikkel Mikkelsen, Værløse BK               | Josephine van Zaane, Hillerød Ida Købke, Værløse BK                  | Frederik Colberg, Holbæk Mette Poulsen, Skælskør                      |
| 2009/ 2010 | Kasper Antonsen, Aarhus AB              | Mette Poulsen, Skælskør               | Frederik Colberg, Holbæk Kasper Paulsen, Kastrup-Magleby BK               | Mie Falkenberg, Lillerød Julie R. Christensen, Vendsyssel BK         | Frederik Colberg, Holbæk Mette Poulsen, Skælskør                      |
| 2010/ 2011 | Kasper Antonsen, Aarhus AB              | Anna Thea Madsen, Holbæk              | Mathias Christiansen, Tejn David Daugaard, Skovshoved IF                  | Rikke S. Hansen, Greve Strands BK Julie Finne-Ipsen, Værløse         | Mathias Christiansen, Tejn Nanna Vestergaard, Højbjerg BK             |
| 2011/ 2012 | Rasmus Gemke, Aarhus AB                 | Iben Bergstein, Hvidovre BC           | Patrick Bjerregaard, Odense BK Jeppe Rasmussen, Odense BK                 | Maiken Fruergaard, Odense BK Julie Davidsen, Odense BK               | Jeppe Rasmussen, Odense BK Maiken Fruergaard, Odense BK               |
| 2012/ 2013 | Rasmus Gemke, Aarhus AB                 | Mia Blichfeldt, Solrød Strand         | Joel Eipe, Gentofte BK Frederik Søgaard, Odense BK                        | Sofie Holmboe Dahl, Gentofte BK Karoline Synnestvedt, Ikast          | Frederik Søgaard, Odense BK Julie O. Jensen, Lillerød                 |
| 2013/ 2014 | Anders Antonsen, Aarhus AB              | Mia Blichfeldt, Solrød Strand         | Jeppe Bay, Solrød Strand Joel Eipe, Gentofte BK                           | Mia Blichfeldt, Solrød Strand Maja Rindshøj, Solrød Strand           | Irina Amalie Andersen, Greve Strands BK Philip Seerup, Ikast          |
| 2014/ 2015 | Jesper Toft, Aarhus AB                  | Julie Dawall Jakobsen, Værløse        | Emil Kristensen, Ikast Rasmus Kæseler, Ikast                              | Cecilie Finne-Ipsen, Værløse Julie Dawall Jakobsen, Værløse          | Julie Dawall Jakobsen, Værløse Kristoffer Weesgaard, Skagen           |
| 2015/ 2016 | Jesper Toft, Aarhus AB                  | Michelle Skødstrup, Greve             | Paw Eriksen Mads Thøgersen; Odense BK                                     | Michelle Skødstrup, Greve Alexandra Bøje, Højbjerg BK                | Paw Eriksen, Odense BK Alexandra Bøje, Højbjerg BK                    |
| 2016/ 2017 | Nicolaj J. Wolf, Hvidovre BK            | Line Christophersen, Gentofte BK      | Jonas Jæger, Lillerød Lukas Kristiansen, Skælskør                         | Amalie Magelund, Greve Freja Ravn Nielsen, KMB 2010                  | Amalie Magelund, Greve Daniel Lundgaard, Værløse                      |
| 2017/ 2018 | Magnus Johannesen, Triton Aalborg       | Frederikke Lund, Solrød Strand        | Rasmus Prasz Espersen, Holbæk Sebastian Grønbjerg, Ikast                  | Frederikke Lund, Solrød Strand Amalie Cecilie Kudsk, Solrød Strand   | Sebastian Grønbjerg, Ikast Clara Graversen, Viby J.                   |
| 2018/ 2019 | Magnus Johannesen, Triton Aalborg       | Laura Fløj Thomsen, Ikast             | David Brandt, Lillerød Marcus Rindshøj, Lyngby BK                         | Simona Pilgaard, Odense BK Emilia Nesic, Odense BK                   | Mads Vestergaard, Højbjerg BK Anna Siess Ryberg, Hvidovre BK          |
| 2019/ 2020 | Christopher Vittoriani, Gentofte BK     | Benedicte Sillassen                   | William Kryger Boe Christopher Vittoriani, Odense BK Gentofte BK          | Clara Løber Mette Werge, Højbjerg BK Hvidovre BK                     | William Kryger Boe Emilia Nesic, Odense BK                            |
| 2020/ 2021 | Christian Faust Kjær, Viby J            | Sofie Karmann, Gentofte BK            | Christian Faust Kjær, Viby J Jakob Houe Andersen, Højbjerg BK             | Emma Irring Braüner, Højbjerg BK Frederikke Østergaard, Kolding BK   | Emma Irring Braüner, Højbjerg BK Hjalte Linde Johansen, Odense BK     |
| 2021/ 2022 | William Bøgebjerg, Gentofte BK          | Lærke Thomsen, Kolding BK             | Jonathan Melgaard, Solrød Strand Mike Vestergaard, Højbjerg BK            | Amanda Aarrebo Petersen, Højbjerg BK Anne Mouritsen, Højbjerg BK     | Sofie Røjkjær, Ikast Mike Vestergaard, Højbjerg BK                    |
| 2022/ 2023 | William Bøgebjerg, Greve                | Maria Højlund Tommerup, Solrød Strand | William Bøgebjerg, Greve Robert Nebel, Værløse                            | Amanda Aarrebo Petersen, Odense BK Anne Mouritsen, Odense BK         | Otto Reiler, Gentofte BK Amanda Aarrebo Petersen, Odense BK           |
| 2023/ 2024 | Frederik Hinding, Odense BK             | Ida Nissen Nielsen, Ikast             | Salomon Adam Thomasen, Højbjerg BK Phillip Kryger Boe, Odense BK          | Caroline Mouritsen, Odense BK Nicoline Tang, Odense BK               | Aske Rømer Roslyng, Højbjerg BK Jasmin Willis Rasmussen, Højbjerg BK< |

## Die Titelträger U15
| Saison     | Herreneinzel                             | Dameneinzel                                 | Herrendoppel                                                             | Damendoppel                                                          | Mixed                                                                   |
| ---------- | ---------------------------------------- | ------------------------------------------- | ------------------------------------------------------------------------ | -------------------------------------------------------------------- | ----------------------------------------------------------------------- |
| 1960/ 1961 | Kuno Nissen, Havdrup                     | Marianne Svensson, København                |                                                                          |                                                                      |                                                                         |
| 1961/ 1962 | Ole Nielsen, Kastrup-Magleby BK          | Marianne Svensson, København                |                                                                          |                                                                      |                                                                         |
| 1962/ 1963 | Niels Reill, Køge                        | Lone Sørensen, Gentofte BK                  |                                                                          |                                                                      |                                                                         |
| 1963/ 1964 | Allan Riisberg, Hvidovre BC              | Lotte Berend, Triton Aalborg                |                                                                          |                                                                      |                                                                         |
| 1964/ 1965 | Preben Boesen, Holte                     | Annie Bøg Jørgensen, abc Aalborg            |                                                                          |                                                                      |                                                                         |
| 1965/ 1966 | Jens Otto Callisen, Fjerritslev          | Lis Rathsach, Hillerød                      |                                                                          |                                                                      |                                                                         |
| 1966/ 1967 | Søren Christensen, Kastrup-Magleby BK    | Anne Berglund, Østerbro BK                  |                                                                          |                                                                      |                                                                         |
| 1967/ 1968 | Niels Rathlev, Holte                     | Mette Myhre, Hillerød                       |                                                                          |                                                                      |                                                                         |
| 1968/ 1969 | Ole Pedersen, Nykøbing F.                | Mette Myhre, Hillerød                       |                                                                          |                                                                      |                                                                         |
| 1969/ 1970 | Finn Baden-Jensen, Skovbakken            | Marianne Christensen, Hvidovre BC           |                                                                          |                                                                      |                                                                         |
| 1970/ 1971 | Robert Lund, Søllerød-Nærum              | Ellen M. Sørensen, Skanderborg              |                                                                          |                                                                      |                                                                         |
| 1971/ 1972 | Anders Sørensen, Fjerritslev             | Inge Borgstrøm, Kalundborg                  |                                                                          |                                                                      |                                                                         |
| 1972/ 1973 | Jan Hammergaard Hansen, København        | Kirsten Meier, Søllerød-Nærum               | Niels Christensen, Thisted Jesper Toftlund, Bording                      | Dorthe Søndergaard, Viby BK Karen Kiil, Over Jerstal                 | Jan Hammergaard Hansen Inge-Lise Nilsson, København                     |
| 1973/ 1974 | Torben Christensen, Thisted              | Kirsten Meier, Søllerød-Nærum               | Jesper Pedersen Jens Peter Nierhoff, Kolding                             | Susanne Kølle Kirsten Meier, Søllerød-Nærum                          | Henrik Jensen, Gentofte BK Bettina Kristensen, København                |
| 1974/ 1975 | Torben Christensen, Thisted              | Kirsten Meier, Søllerød-Nærum               | Torben Christensen, Thisted Jens Peter Nierhoff, Kolding                 | Bettina Kristensen, København Charlotte Pilgaard, Viby BK            | Torben Christensen, Thisted Charlotte Pilgaard, Viby BK                 |
| 1975/ 1976 | Michael Kjeldsen, Skovlunde              | Rikke von Sørensen, Albertslund             | Erik Bertelsen Stig Iversen, Viborg                                      | Bettina Wolff Jannie Carlsen, Ballerup                               | Mogens Nielsen Lone Bahl, Esbjerg                                       |
| 1976/ 1977 | Michael Kjeldsen, Skovlunde              | Dorte Kjær, Greve Strands BK                | Mark Christiansen, Sæby BK Ulrik Jensen, Odense BK                       | Lisbeth Lauritsen Lone Bahl, Esbjerg                                 | Michael Kjeldsen Annette Bernth, Skovlunde                              |
| 1977/ 1978 | Mark Christiansen, Sæby BK               | Annette Bernth, Skovlunde                   | Mark Christiansen, Sæby BK Ulrik Jensen, Odense BK                       | Dorte Kjær, Greve Strands BK Annette Bernth, Skovlunde               | Mark Christiansen, Sæby BK Dorte Kjær, Greve Strands BK                 |
| 1978/ 1979 | Claus Thomsen, Esbjerg                   | Lotte Hartvich, Gentofte BK                 | Keld S. Jensen Henrik Ejlersen, Viborg                                   | Helle Hartvich Lotte Hartvich, Gentofte BK                           | Claus Thomsen, Esbjerg Birgitte Hindse, Nr. Broby                       |
| 1979/ 1980 | Henrik Jessen, Lyngby BK                 | Gitte Paulsen, Viborg                       | Anders Nielsen, Tune Henrik Lunde, Greve Strands BK                      | Susan Jensen, Frederiksværk Jeanette Jensen, Jægerspris              | Jan Paulsen Gitte Paulsen, Viborg                                       |
| 1980/ 1981 | Peter Knudsen, Charlottenlund            | Lotte Olsen, Karlslunde                     | Peter Grossmann Philip Thrane, Skovshoved IF                             | Lotte Olsen, Karlslunde Lene Jørgensen, Ballerup                     | Michael Steen, Aarhus Charlotte Jacobsen, Horsens                       |
| 1981/ 1982 | Lars Pedersen, Maribo                    | Anne Mette Bille, Nykøbing F.               | Lars Pedersen, Maribo Kim Juul, Tune                                     | Laila H. Nielsen, Himmelev Pernille D. Jensen, Holte                 | Henrik Futtrup Pernille Prahl, Horsens                                  |
| 1982/ 1983 | Thomas Hjorth, Værløse BK                | Lisbet Stuer-Lauridsen, Lillerød            | Allan Lind, Kolding Thomas Frandsen, Esbjerg                             | Lisbet Stuer-Lauridsen Charlotte Madsen, Lillerød                    | Thomas Frandsen Henriette Poulsen, Esbjerg                              |
| 1983/ 1984 | Johnny Sørensen, Kastrup-Magleby BK      | Christina Bostofte, Skovshoved IF           | Jens Eriksen, Ballerup Kenneth Havndrup, Ringsted                        | Maiken Mørk, Horsens Dorte Ledet, Skagen                             | Thomas Madsen, Valby Dorte Ledet, Skagen                                |
| 1984/ 1985 | Thomas Stuer-Lauridsen, Gentofte BK      | Christina Bostofte, Skovshoved IF           | Thomas Stuer-Lauridsen, Gentofte BK Christian Jakobsen, Horsens          | Trine Johansson Marlene Thomsen, Nr. Broby                           | Thomas Stuer-Lauridsen, Gentofte BK Christina Bostofte, Skovshoved IF   |
| 1985/ 1986 | Søren Bach, Resen                        | Marianne Rasmussen, Hjørring                | Thomas Moestrup, Karlslunde Tommy Sørensen, Greve Strands BK             | Marianne Rasmussen Rikke Broen, Hjørring                             | Søren Bach, Resen Marianne Rasmussen, Hjørring                          |
| 1986/ 1987 | Jimmy M. Sørensen, Hvidovre BC           | Camilla Martin, Højbjerg BK                 | Peter Christensen Jan Guldbæk, Højbjerg BK                               | Maria Hindse, Nr. Broby Camilla Martin, Højbjerg BK                  | Peter Christensen Camilla Martin, Højbjerg BK                           |
| 1987/ 1988 | Thomas Christensen, Triton Aalborg       | Camilla Martin, Højbjerg BK                 | Kenneth Jonassen Thomas Damgaard, Herning                                | Camilla Martin, Højbjerg BK Annette Hurup, Romdrup-Klarup            | Torben Jensen, Nr. Broby Camilla Martin, Højbjerg BK                    |
| 1988/ 1989 | Jim Laugesen, Grantoften                 | Lone Sørensen, Herning                      | Janek Roos, Ringsted Jim Laugesen, Grantoften                            | Helle Bo Nielsen, Greve Strands BK Rikke Olsen, Karlslunde           | Jim Laugesen, Grantoften Susanne Olsen, Lillerød                        |
| 1989/ 1990 | Anders Boesen, Holte                     | Majken Vange, Højbjerg BK                   | Kristoffer Iversen, BK DSB Anders Sørensen, Frederikshavn                | Gina Liebe, Grantoften Malene Petersen, Holbæk                       | Kristoffer Iversen, BK DSB Michelle Rasmussen, Nykøbing F.              |
| 1990/ 1991 | Rasmus Tharsgaard, Lyngby BK             | Mette Hansen, Højbjerg BK                   | Peter Gade, Højbjerg BK Peder Nissen, Herning                            | Sara Baldvinsson, Skovshoved IF Rina Glyager, Kastrup-Magleby BK     | Rasmus Tharsgaard, Lyngby BK Sara Baldvinsson, Skovshoved IF            |
| 1991/ 1992 | Claus Jensen, Værløse BK                 | Christina Sørensen, Horsens                 | Jonas Rasmussen, Odder Anders Hedegaard, Herning                         | Katrine Kruse, TST 79 Christina Sørensen, Horsens                    | Anders Hedegaard, Herning Katrine Kruse, TST 79                         |
| 1992/ 1993 | Frederik Køhler, Lyngby BK               | Jane F. Bramsen, Horsens                    | Morten Schriver Mads Laursen, IF AIA-Tranbjerg                           | Jane F. Bramsen, Horsens Jane Jacoby, Aarhus                         | Kasper Ødum, Randers Lone Toft Knudsen, Hjørring                        |
| 1993/ 1994 | Jonas Lyduch, Greve Strands BK           | Britta Andersen, Viby BK J                  | Thomas Røjkjær Jensen Christian Børsting, Triton Aalborg                 | Britta Andersen Lene Mørk, Viby BK J                                 | Søren Sørensen, Horsens Britta Andersen, Viby BK J                      |
| 1994/ 1995 | Henrik Stumpe, Gentofte BK               | Stine Borgstrøm, Nykøbing F.                | Morten Hansen Kasper Kiim Jensen, Greve Strands BK                       | Tine Høy Pia Pedersen, Viby BK J                                     | Morten Hansen Helle Nielsen, Greve Strands BK                           |
| 1995/ 1996 | Bjørn Andersen, Randers                  | Mette Nielsen, Ølstykke                     | Bjørn Andersen Rasmus Warberg, Randers                                   | Mia Dyhr Thomsen, Skagen Stine Strandfeldt, Brønderslev              | Anders Gavnholt, Viby BK J Gry Uhrenholt, Triton Aalborg                |
| 1996/ 1997 | Henrik Pærremand, Frem Hellebæk          | Mette Nielsen, Ølstykke                     | Peter Borch Chris Troensegaard, Holbæk                                   | Stine Strandfeldt, Brønderslev Mia Dyhr Thomsen, Skagen              | Henrik Pærremand, Frem Hellebæk Marie Nørgaard, SB50 Ishøj              |
| 1997/ 1998 | Carsten Mogensen, Greve Strands BK       | Mie Schjøtt-Kristensen, Nr. Broby           | Leon Aabenhus Sune Gavnholdt, Viby BK J.                                 | Lara Nørgaard Louise Nørregaard, Dragør                              | Sune Gavnholdt, Viby BK J. Nethe Bramsen, Horsens                       |
| 1998/ 1999 | Rune Ulsing, Hvidovre BC                 | Mie Schjøtt-Kristensen, Nr. Broby           | Rasmus Malchiors, Charlottenlund Rune Ulsing, Hvidovre BC                | Nanna Brosolat Jensen, Lindholm BK Mie Schjøtt-Kristensen, Nr. Broby | Rune Ulsing, Hvidovre BC Marie L. Svendsen, Skovshoved IF               |
| 1999/ 2000 | Mikkel Delbo Larsen, SB50 Ishøj          | Mette Bisgaard, Nr. Broby                   | Morten B. Larsen, Herlev-Hjorten Jacob Damgaard, Nr. Broby               | Camilla Sørensen Carina Kristensen, Skagen                           | Mikkel Delbo Larsen, SB50 Ishøj Carina Kristensen, Skagen               |
| 2000/ 2001 | Ulrik Nielsen, Augustenborg              | Mette Bisgaard, Nr. Broby                   | Rasmus Bonde, Højbjerg BK Ulrik Nielsen, Augustenborg                    | Christinna Pedersen, GUG Maria Søndergaard, Vorup                    | Rasmus Bonde, Højbjerg BK Camilla Gemmer, Ishøj                         |
| 2001/ 2002 | Jan Ø. Jørgensen Svenstrup               | Marie Røpke, Gentofte BK                    | Danny Damsgaard René Lindskov, Højbjerg BK                               | Michala Wolff Petersen, SB50 Ishøj Marie Røpke, Gentofte BK          | Stefan K. Andersen, Skovshoved IF Marie Røpke, Gentofte BK              |
| 2002/ 2003 | Mads Conrad-Petersen, Vejen              | Kamilla Hermansen, Esbjerg-Sædding-Guldager | Troels Kloster Mads Conrad-Petersen, Vejen                               | Gitte Haxen, Vorup Louise Trap Olesen, Viby BK J                     | Mads Pieler Kolding, Holbæk Line Damkjær Kruse, Viby BK J               |
| 2003/ 2004 | Anders Skaarup Rasmussen, Højbjerg BK    | Kamilla Hermansen, Esbjerg                  | Martin Baats, Vorup Mikkel Elbjørn, Kastrup-Magleby BK                   | Camilla Overgaard, Ikast Kamilla Hermansen, Esbjerg                  | Kamilla Hermansen, Esbjerg Mikkel Elbjørn, Kastrup-Magleby BK           |
| 2005/ 2006 | Steffen Rasmussen, Nr. Broby             | Caroline Ploug Nielsen, Solrød Strand       | Steffen Rasmussen, Nr. Broby Anders Larsen, Odense BK                    | Louise Seiersen Lena Grebak, Solrød Strand                           | Anders Larsen, Odense BK Louise Seiersen, Solrød Strand                 |
| 2006/ 2007 | Nicolaj Mortensen, Odense BK             | Caroline Ploug Nielsen, Solrød Strand       | Mathias Kany, Kastrup-Magleby BK Carl-Johan Olsen, Herlev-Hjorten        | Line Møller-Damgaard Caroline Ploug Nielsen, Solrød Strand           | Frederik Colberg, Holbæk Mette Poulsen, Næstved                         |
| 2007/ 2008 | Viktor Axelsen, Odense BK                | Mette Poulsen, Næstved                      | Viktor Axelsen, Odense BK Frederik Colberg, Holbæk                       | Mette Poulsen, Næstved Josephine van Zaane, Hillerød                 | Mette Poulsen, Næstved Frederik Colberg, Holbæk                         |
| 2008/ 2009 | Kasper Antonsen, Aarhus AB               | Sandra-Maria Jensen, Solrød Strand          | Casper Nørsø Pedersen, Kastrup KMB Emil Bille Hansen, Skovshoved IF      | Sandra-Maria Jensen, Solrød Strand Line Kjærsfeldt, Aarhus AB        | Kasper Antonsen, Aarhus AB Line Kjærsfeldt, Aarhus AB                   |
| 2009/ 2010 | Mikkel B. Krogh, Vendsyssel BK           | Julie Finne-Ipsen, Værløse BK               | Victor Svendsen Mikkel B. Krogh, Vendsyssel BK                           | Rikke S. Hansen, Greve Strands BK Julie Finne-Ipsen, Værløse BK      | Mads Sørensen, Københavns BK Julie Finne-Ipsen, Værløse BK              |
| 2010/ 2011 | Anders Antonsen, Aarhus AB               | Anne Katrine Hansen, Horsens                | Mikkel Stoffersen, Vendsyssel BK Anders Antonsen, Aarhus AB              | Marie Louise Steffensen, Esbjerg ESG Anne Katrine Hansen, Horsens    | Mathias Bay-Smidt, Højbjerg BK Marie Louise Steffensen, Esbjerg ESG     |
| 2011/ 2012 | Frederik Søgaard, Odense BK              | Mia Blichfeldt, Solrød Strand               | Frederik Søgaard, Odense BK Joel Eipe, Skovshoved IF                     | Julie O. Jensen, Lillerød Emma Kjaersfeldt, Aarhus AB                | Frederik Søgaard, Odense BK Gabriella Bøje, Aarhus AB                   |
| 2012/ 2013 | Rasmus Kjær, Greve Strands BK            | Julie Dawall Jakobsen, Værløse              | Rasmus Kæseler, Herning Mathias Bjerring, Højbjerg BK                    | Cecilie Finne-Ipsen Julie Dawall Jakobsen, Værløse                   | Rasmus Kjær, Greve Strands BK Irina Amalie Andersen, Solrød Strand      |
| 2013/ 2014 | Jesper Toft, Højbjerg BK                 | Alexandra Bøje, Højbjerg BK                 | Nicklas Scott Larsen, Haderslev Emil Lauritzen, Blans Sundeved           | Michelle Skødstrup, Greve Sofie Nielsen, Greve                       | Sofie Nielsen, Greve Jakob Balling, Horsens                             |
| 2014/ 2015 | Mads Muurholm, Viby J.                   | Mathilde Cramer Ahrens, KMB 2010            | Mads Muurholm, Viby J. Frederik Sommer, Solrød Strand                    | Freja Ravn Nielsen, KMB 2010 Amalie Magelund, Greve                  | Line Christophersen, Københavns BK Daniel Lundgaard, Lillerød           |
| 2015/ 2016 | Phillip Kidmose Henriksen, Hjørring      | Mathilde Cramer Ahrens, KMB 2010            | Sebastian Grønbjerg, Viby J. Joachim Anneberg Mikkelsen, Kolding BK      | Christine Busch Andreasen, KMB 2010 Amalie Schulz, Kolding BK        | Mathilde Cramer Ahrens, KMB 2010 Joachim Anneberg Mikkelsen, Kolding BK |
| 2016/ 2017 | Magnus Johannesen, Brønderslev           | Astrid Molander, Værløse                    | Marcus Rindshøj, Lyngby BK Magnus Johannesen, Brønderslev                | Astrid Molander, Værløse Cecilie Frost Andersen, Værløse             | Kamma Ørum Secher, Højbjerg BK Mads Vestergaard, Højbjerg BK            |
| 2017/ 2018 | Christopher Vittoriani, Skovshoved       | Anna Siess Ryberg, Hvidovre BK              | Mads Juel Møller, Højbjerg BK Victor Ørding Kauffmann, Gentofte BK       | Anna Siess Ryberg, Hvidovre BK Simona Pilgaard, Kolding BK           | Mette Werge, Hvidovre BK William Kryger Boe, Odense BK                  |
| 2018/ 2019 | Christian Faust Kjær, Viby J.            | Kathrine Vang Rasmussen, Solrød Strand      | Jeppe Søby Hansen, Greve Mikkel Langemark, Skovshoved                    | Emma Irring Braüner, Højbjerg BK Frederikke Østergaard, Kolding BK   | Christian Faust Kjær, Viby J. Frederikke Østergaard, Kolding BK         |
| 2019/ 2020 | William Bøgebjerg, Gentofte BK           | Lærke Thomsen, Kolding BK                   | Jonathan Melgaard, Solrød Strand Mike Vestergaard, Højbjerg BK           | Maria Højlund Tommerup, Solrød Strand Anne-Sofie Nielsen, Lillerød   | Jonathan Melgaard, Solrød Strand Sarah Skriver, abc Aalborg             |
| 2020/ 2021 | Robert Nebel, Værløse                    | Kajsa van Dalm, Triton Aalborg              | Salomon Adam Thomasen, Højbjerg BK Phillip Kryger Boe, Odense BK         | Maria Højlund Tommerup, Solrød Strand Anna-Sofie Nielsen, Lillerød   | Otto Reiler, Gentofte BK Amanda Aarrebo Petersen, Højbjerg BK           |
| 2021/ 2022 | Salomon Adam Thomasen, Højbjerg BK       | Marie Viscovich, Gentofte BK                | Salomon Adam Thomasen, Højbjerg BK Phillip Kryger Boe, Odense BK         | Malou Pedersen, Lillerød Marie Viscovich, Gentofte BK                | Phillip Kryger Boe, Odense BK Nicoline Tang, Odense BK                  |
| 2022/ 2023 | Alexander Brogaard, Odense BK            | Eline Mathilde Landsvig, Værløse            | Jens Andersson, Skovshoved IF Aske Rømer Roslyng, Højbjerg BK            | Sarah Jeppesen, Skovshoved IF Filippa Pedersen, Københavns BK        | Aske Rømer Roslyng, Højbjerg BK Athene Lyduch Thornild, Hvidovre BC     |
| 2023/ 2024 | Maximilian Ørding Kauffmann, Gentofte BK | Julie Søgaard, Kolding BK                   | Birk Norman Andersen, Odense BK Maximilian Ørding Kauffmann, Gentofte BK | Julie Søgaard, Kolding BK Filippa Østergaard Salomonsson, Kolding BK | Birk Norman Andersen, Odense BK Sophia Loudrup, Solrød Strand           |

## Die Titelträger U13
| Saison     | Herreneinzel                               | Dameneinzel                           | Herrendoppel                                                              | Damendoppel                                                          | Mixed                                                                         |
| ---------- | ------------------------------------------ | ------------------------------------- | ------------------------------------------------------------------------- | -------------------------------------------------------------------- | ----------------------------------------------------------------------------- |
| 1974/ 1975 | Michael Kjeldsen, Skovlunde                | Lone Bahl, Esbjerg                    | Jørgen Christensen Per Busted, Thisted                                    | Lone Bahl Lisbeth Lauritsen, Esbjerg                                 | Mogens Nielsen Lone Bahl, Esbjerg                                             |
| 1975/ 1976 | Mark Christiansen, Sæby BK                 | Nettie Nielsen, Tølløse               | Ulrik Jensen, Odense BK Mark Christiansen, Sæby BK                        | Nettie Nielsen, Tølløse Karen Pedersen, Haslev                       | Torben Rasmussen, Karlslunde Karen Pedersen, Haslev                           |
| 1976/ 1977 | Claus Thomsen, Esbjerg                     | Helle Hartvich, Gentofte BK           | Claus Thomsen, Esbjerg Ken Bacher, Greve Strands BK                       | Helle Hartvich Lotte Hartvich, Gentofte BK                           | Ken Bacher, Greve Strands BK Helle Hartvich, Gentofte BK                      |
| 1977/ 1978 | Jan Paulsen, Viborg                        | Susan Jensen, Frederiksværk           | Anders Nielsen, Tune Henrik Lunde, Greve Strands BK                       | Gitte Paulsen Gitte Søgaard Jensen, Viborg                           | Anders Nielsen, Tune Jeanette Jensen, Jægerspris                              |
| 1978/ 1979 | Jan Paulsen, Viborg                        | Lotte Olsen, Karlslunde               | Jan Paulsen, Viborg Torben Larsen, Esbjerg                                | Lotte Olsen, Karlslunde Gitte Gandborg, Værløse BK                   | Jan Paulsen, Viborg Marlene Nørgaard, Resen                                   |
| 1979/ 1980 | Kim Juul, Tune                             | Laila H. Nielsen, Himmelev            | Chr. Bjørnsson Henrik Futtrup, Horsens                                    | Anne Mette Bille Kristine Rasmussen, Nykøbing F.                     | Anders Smedegaard Henriette Poulsen, Esbjerg                                  |
| 1980/ 1981 | Jens Meibom, Lillerød                      | Lisbet Stuer-Lauridsen, Lillerød      | Henrik Starup Thomas D. Jensen, Skovshoved IF                             | Lisbet Stuer-Lauridsen Charlotte Madsen, Lillerød                    | Thomas Frandsen, Sædding-Guldager Jannie Pedersen, Ribe                       |
| 1981/ 1982 | Ole Porst, Karlslunde                      | Christina Bostofte, Skovshoved IF     | Michael Crone Per B. Christensen, Skagen                                  | Tina Antonsen Dorte Ledet, Skagen                                    | Jens Henriksen, Kerteminde Marlene Thomsen, Nr. Broby                         |
| 1982/ 1983 | Christian Jakobsen, Horsens                | Christina Bostofte, Skovshoved IF     | Thomas Stuer-Lauridsen Frank Rasmussen, Lillerød                          | Marlene Thomsen Trine Johansson, Nr. Broby                           | Thomas Stuer-Lauridsen, Lillerød Christina Bostofte, Skovshoved IF            |
| 1983/ 1984 | Tommy Sørensen, Greve Strands BK           | Anja Jensen, Amager BC                | Søren Frederiksen, Frederikshavn Henrik Botke, Randers                    | Heidi Jensen Rikke Poulsen, Skagen                                   | Henrik Petersen, Randers Pia Sørensen, AIA-Tranbjerg                          |
| 1984/ 1985 | Peter Christensen, Højbjerg BK             | Camilla Martin, Højbjerg BK           | Peter Christensen, Højbjerg BK Steffen Hvam, Randers                      | Heidi Dössing, Lillerød Christel Hende, Glostrup                     | Peter Christensen Camilla Martin, Højbjerg BK                                 |
| 1985/ 1986 | Torben Jensen, Nr. Broby                   | Camilla Martin, Højbjerg BK           | Morten Reegaard, Birkerød Lasse Pedersen, Ramløse                         | Camilla Martin, Højbjerg BK Anette Hurup, Romdrup-Klarup             | Torben Jensen, Nr. Broby Camilla Martin, Højbjerg BK                          |
| 1986/ 1987 | Thomas Kjær Sørensen, Frederikshavn        | Ingrid Pedersen, GUG                  | Thomas Thomasberg, GUG Thomas Kjær Sørensen, Frederikshavn                | Rikke Olsen, Karlslunde Helle Bo Nielsen, Greve Strands BK           | Jim Laugesen, Grantoften Susanne Olsen, Farum                                 |
| 1987/ 1988 | Anders Boesen, Holte                       | Michelle Rasmussen, Nykøbing F.       | Anders Boesen, Holte Lars Paaske, Ølstykke                                | Gina Liebe Grantoften Marlene Pedersen Holbæk                        | Anders Boesen, Holte Michelle Rasmussen, Nykøbing F.                          |
| 1988/ 1989 | Peter Gade, GUG                            | Mette Jensen, Højbjerg BK             | Peter Gade, GUG Kasper Madsen Svenstrup                                   | Mette Jensen, Højbjerg BK Mette Hansen, Ølstykke                     | Rasmus Tharsgaard, Lyngby BK Sara Baldvinsson, Skovshoved IF                  |
| 1989/ 1990 | Henrik K. Hansen, Horsens                  | Pernille Harder, Højbjerg BK          | Morten Grove Claus Jensen, Værløse BK                                     | Michala Hammer Pernille Danielsen, Lillerød                          | Christian Olander Pernille Harder, Højbjerg BK                                |
| 1990/ 1991 | Joachim Fischer Nielsen, Charlottenlund    | Jane F. Bramsen, Horsens              | Joachim Fischer Nielsen Jacob Ingerslev, Charlottenlund                   | Jane F. Bramsen, Horsens Jane Jacoby, Aarhus                         | Joachim Fischer Nielsen, Charlottenlund Annemette Brun, Værløse BK            |
| 1991/ 1992 | Thomas Røjkjær Jensen, Triton Aalborg      | Anne-Katrine Pommergaard, Gentofte BK | Thomas Røjkjær Jensen Kristian Børsting, Triton Aalborg                   | Karina Sørensen, Hvidovre BC Michala Ahn, Skovshoved IF              | Jonas Lyduch, Greve Strands BK Karina Sørensen, Hvidovre BC                   |
| 1992/ 1993 | Henrik Stampe, Gentofte BK                 | Stine Borgstrøm, Nykøbing F.          | Kasper Kiim Jensen, Greve Strands BK Morten Hansen, Næstved               | Tine Høy Pia Pedersen, Viby BK J                                     | Morten Hansen, Næstved Helle Nielsen, Brøndby                                 |
| 1993/ 1994 | Bjørn Andersen, Randers                    | Anja Thorsen, Greve Strands BK        | Jannick Sørensen, Slagelse Henrik Pærremann, Frem Hellebæk                | Amalie Fangel, Aarhus Gry Uhrenholt, Triton Aalborg                  | Christian U. Hansen, Nivå Mette Nielsen, Ølstykke                             |
| 1994/ 1995 | Sune Gavnholt, Viby BK J                   | Kamilla Ødum, Randers                 | Carsten Mogensen Christian Dalsgaard, Greve Strands BK                    | Mie Dalker, Greve Strands BK Malene Levinsky, Kastrup-Magleby BK     | Marc Dynesen, Odense BK Louise Jensen, Vrå                                    |
| 1995/ 1996 | Mikkel Frantzen, Beder-Malling             | Mie Schjøtt-Kristensen, Nr. Broby     | Ulrich Holmgård, Kerte Dennis Smed Enevoldsen, BC 37 Amager BC            | Kamilla Rytter Juhl, Skagen Mie Schjøtt-Kristensen, Nr. Broby        | Mikkel Frantzen, Beder-Malling Mie Schøtt, Nr. Broby                          |
| 1996/ 1997 | Rune Ulsing, Hvidovre BC                   | Lise Garval, Lillerød                 | David Planvig, Værløse BK Rune Ulsing, Hvidovre BC                        | Lise Garval, Lillerød Trine Niemeier, Humlebæk                       | David Planvig, Værløse BK Dorthe Eriksen, Ølstykke                            |
| 1997/ 1998 | Mathias Kjelde, SB 50 Ishøj                | Carina Kristensen, Skagen             | Mathias Kjelde Mikkel Delbo Larsen, SB 50 Ishøj                           | Camilla Sørensen, Carina Kristensen, Skagen                          | Mikkel Delbo Larsen, SB 50 Ishøj Carina Kristensen, Skagen                    |
| 1998/ 1999 | Ulrik Martorin Nielsen, Augustenborg BK    | Mette Bisgaard, Nr. Broby             | Kristoffer Stampe, Charlottenlund Hans-Kristian Vittinghus, Solrød Strand | Mette Bisgård, Nr. Broby Marie M. Søndergård, Randers                | Christinna Pedersen, GUG Anders Olander, Højbjerg BK                          |
| 1999/ 2000 | Nicky Bach, Vorup                          | Dorthe Matthiesen, Augustenborg       | Nicky Bach Martin Kragh, Vorup                                            | Dorthe Matthiesen, Augustenborg Henriette Rasmussen, Vorup           | Michala Wolf Petersen, SB50 Ishøj Nicky Bach, Vorup                           |
| 2000/ 2001 | Mads Conrad-Petersen, Vejen                | Line Damkjær Kruse, Viby BK J         | René Boye Faber, Tuse Mads Pieler Kolding, Holbæk                         | Line Damkjær Kruse Louise Olesen, Viby BK J                          | Martin Kragh, Vorup Line Damkjær Kruse, Viby BK J                             |
| 2001/ 2002 | Dennis Prehn, Værløse BK                   | Kamilla Hermansen, Esbjerg            | Morten Estrup Dennis Prehn, Værløse BK                                    | Kamilla Hermansen, Esbjerg Camilla Overgaard, Ikast                  | Mats Bue, Holstebro Camilla Overgaard, Ikast                                  |
| 2002/ 2003 | Gert Hansen, Lyngby BK                     | Anne Hald, Broager                    | Daniel Melgaard, Bindslev-Tversted Christian W. Nielsen, Bagterp          | Christina Mogensen, Greve Strands BK Anne Skelbæk, Værløse BK        | Mark Kruse, Knudsker Anne Hald, Broager                                       |
| 2003/ 2004 | Simon Friis Amossen, Hillerød              | Line Poulsen, Næstved                 | Steffen Rasmussen, Nr. Broby Anders Larsen, Odense BK                     | Nina Mortensen Hanne Pærregaard, Gentofte BK                         | Line Poulsen, Næstved Simon Friss Amossen, Hillerød                           |
| 2005/ 2006 | Viktor Axelsen, Odense BK                  | Mette Poulsen, Næstved                | Frederik Colberg, Holbæk Viktor Axelsen, Odense BK                        | Josephine van Zaane, Hillerød Mette Poulsen, Næstved                 | Frederik Colberg, Holbæk Mette Poulsen, Næstved                               |
| 2006/ 2007 | Oliver Babic, Horsens                      | Sandra-Maria Jensen, Solrød Strand    | David Daugaard Emil Bille Hansen, Skovshoved IF                           | Cecilia Demant, Skovshoved IF Sandra-Maria Jensen, Solrød Strand     | Mathias Christiansen, Allinge-Sandvig Tejn Sandra-Maria Jensen, Solrød Strand |
| 2007/ 2008 | Mads Sørensen, Københavns BK               | Rikke S. Hansen, Greve Strands BK     | Victor Svendsen, Vendssysel Frederik Aasted Christiansen, Vorup           | Julie Finne-Ipsen, Værløse BK Rikke S. Hansen, Greve Strands BK      | Mads Sørensen, Københavns BK Julie Finne-Ipsen, Værløse BK                    |
| 2008/ 2009 | Anders Antonsen, Aarhus AB                 | Anne Katrine Hansen, Horsens          | Lasse B. Knudsen Mathias Bay-Smidt, Højbjerg BK                           | Marie Louise Steffensen, Esbjerg Anne Katrine Hansen, Horsens        | Anders Antonsen, Aarhus AB Marie Louise Steffensen, Esbjerg                   |
| 2009/ 2010 | Casper Storm Andersen, Aarhus AB           | Julie O. Jensen, Hillerød             | Frederik Søgaard, Odense BK Joel Eipe, Skovshoved IF                      | Maria Jensen, Horsens Cecilie T. Clingman, Aarhus AB                 | Frederik Søgaard, Odense BK Gabriella Bøje, Aarhus AB                         |
| 2010/ 2011 | Jesper Toft, Aalborg abc                   | Sia Berg, Greve Strands BK            | Jakob Lindqvist, Holbæk Kristoffer Weesgaard, Vendsyssel BK               | Cecilie Finne-Ipsen, Værløse Julie Dawall Jakobsen, Værløse          | Kristoffer Weesgaard, Vendsyssel BK Julie Dawall Jakobsen, Værløse            |
| 2011/ 2012 | Jakob Balling, Horsens                     | Sofie Nielsen, Greve Strands BK       | Jakob Balling, Horsens Paw Eriksen, Nr. Broby                             | Emilie Melgaard, Solrød Strand Line Christophersen, Københavns BK    | Jakob Balling, Horsens Kristine Bjørnshauge, Horsens                          |
| 2012/ 2013 | Jonas Jæger, Lillerød                      | Sophia Grundtvig, Aarhus AB           | Victor Bendsen, abc Aalborg Mads Muurholm, Viby J.                        | Freja Ravn Nielsen, KMB 2010 Amalie Magelund, Greve Strands BK       | Rasmus Kirkegaard, Lillerød Amalie Magelund, Greve Strands BK                 |
| 2013/ 2014 | Joachim Anneberg Mikkelsen, Kolding        | Sophia Grundtvig, Højbjerg BK         | Joachim Anneberg Mikkelsen, Kolding Sebastian Grønbjerg, Højbjerg BK      | Mathilde Cramer Ahrens, KMB 2010 Clara Graversen, Viby J             | Sophia Grundtvig, Højbjerg BK Nicolaj J. Wolf, Hvidovre BC                    |
| 2014/ 2015 | Magnus Johannesen, Brønderslev             | Astrid Molander, Værløse              | Mads Juel Møller, Højbjerg BK Mads Vestergaard, Højbjerg BK               | Astrid Molander, Værløse Emilia Nesic, Kolding                       | Emilia Nesic, Kolding Mads Juel Møller, Højbjerg BK                           |
| 2015/ 2016 | Victor Ørding Kauffmann, Gentofte BK       | Emilia Nesic, Kolding BK              | Christopher Vittoriani, Skovshoved William Kryger Boe, Odense BK          | Cecilie Frost Andersen, Værløse Emilia Nesic, Kolding BK             | Mads Juel Møller, Højbjerg BK Emilie Nesic, Kolding BK                        |
| 2016/ 2017 | Jakob Houe Andersen, Højbjerg BK           | Lærke Thomsen, Kolding BK             | Jeppe Søby Hansen, Greve Mikkel Langemark, Skovshoved                     | Lærke Thomsen, Kolding BK Frederikke Østergaard, Kolding BK          | Jakob Houe Andersen, Højbjerg BK Kathrine Ørum Secher, Højbjerg BK            |
| 2017/ 2018 | Alexander Ringbæk, Hillerød                | Norah Jeppesen, Værløse               | Mike Vestergaard, Højbjerg BK Jonathan Melgaard, Solrød Strand            | Norah Jeppesen, Værløse Sarah Skriver, abc Aalborg                   | Mike Vestergaard, Højbjerg BK Sofie Røjkjær Kjøbsted, Brønderslev             |
| 2018/ 2019 | William Bøgebjerg, Solrød Strand           | Maria Højlund Tommerup, Solrød Strand | Lasse Linderoth Pedersen, Højbjerg BK William Bøgebjerg, Solrød Strand    | Malou Pedersen, Lillerød Anna-Sofie Nielsen, Lillerød                | William Bøgebjerg, Solrød Strand Marie Viscovich, Skovshoved                  |
| 2019/ 2020 | Salomon Adam Thomasen, Højbjerg BK         | Malou Pedersen, Lillerød              | Salomon Adam Thomasen, Højbjerg BK Philip Kryger Boe, Odense BK           | Caroline Mouritsen, Odense BK Nicoline Tang, Odense BK               | Salomon Adam Thomasen, Højbjerg BK Malou Pedersen, Lillerød                   |
| 2020/ 2021 | Aske Rømer Roslyng, Højbjerg BK            | Sarah Jeppesen, Hillerød              | Jens Andersson, Skovshoved IF Aske Rømer Roslyng, Højbjerg BK             | Astrid Kruse, Værløse Athene Lyduch Thornild, Solrød Strand          | Frederik Hinding, Odense BK Mathilde Bach Moesgaard, Odense BK                |
| 2021/ 2022 | Elias Martin, Lyngby BK                    | Sophia Loudrup, Solrød Strand         | Elias Martin, Lyngby BK Villads Vad Brandt, Lillerød                      | Julie Søgaard, Kolding BK Filippa Østergaard Salomonsson, Kolding BK | Birk Norman Andersen, Odense BK Sophia Loudrup, Solrød Strand                 |
| 2022/ 2023 | Axel Boesen, Skovshoved IF                 | Emma Nissen Nielsen, Viby J           | Axel Boesen, Skovshoved IF Marvin Jakob Galan Mogensen, Solrød Strand     | Simone Aoki Pihl, Lyngby BK Alva Jacobsen, Solrød Strand             | Axel Boesen, Skovshoved IF Simone Aoki Pihl, Lyngby BK                        |
| 2023/ 2024 | Marvin Jakob Galan Mogensen, Solrød Strand | Emma Nissen Nielsen, Viby J           | Emil Fejsø, Vejle BK Marvin Jakob Galan Mogensen, Solrød Strand           | Karla Kjeldtoft Mortensen, Aalborg abc Rosa Storm Callesen, Viby J   | Marvin Jakob Galan Mogensen, Solrød Strand Emma Nissen Nielsen, Viby J        |